# 沈子貴
沈子貴 （英語：William Rupert James Donkin，2000年12月26日—) ，是台英混血兒，因英文姓名「Donkin」而被稱為「甜甜圈弟」；英格蘭足球運動員，司職中場，曾效力於切尔西足球俱乐部及水晶宮足球俱乐部的青訓梯隊，成人隊則起步於挪威足球超級聯賽史達比克足球俱樂部，曾效力馬爾他足球超級聯賽巴爾辛、莫斯達，現效力中國足球超級聯賽武漢三鎮。國際賽則因台灣血統代表中华台北男子足球代表隊。

## 俱樂部生涯
沈子貴是中英混血兒，母親為台灣人、父親是英國人，他在11歲加入了切爾西足球俱樂部青少年梯隊，期間他在英超U15決賽進球，令球隊得以2－1勝過曼徹斯特城足球俱樂部。沈子貴在切爾西待了5年後，於2017年加盟水晶宮足球俱樂部U18梯隊。
2019年9月26日，沈子貴獲得第一份職業足球合約，加盟了挪威足球超級聯賽史達比克足球俱樂部。
2020年9月17日，沈子貴轉會至馬爾他足球超級聯賽巴爾辛。加入球隊的首個賽季，沈子貴沒能進入到正選陣容，僅有三場比賽替補上陣，季中巴爾辛將他租借至同聯賽的莫斯達足球會，直到季末。
2022年9月1日，沈子貴轉會中國足球超級聯賽深圳市足球俱樂部。
2025年，沈子貴轉會武漢三鎮足球俱樂部。

## 國家隊生涯
2017年11月媒體報導中華足協除招徠台英混血球員周定洋外，也徵召當時不為人知的沈子貴代表中華隊出戰亞洲盃資格賽第三輪。
2017年11月14日，亞洲盃資格賽第三輪客場挑戰土庫曼，沈子貴於比賽第84分鐘以兩球落後下替補上陣，未能影響戰局，最終以2-1告負。12月舉辦的中華足協國際足球邀請賽，沈子貴再度入選了中華隊，首場對上菲律賓隊的賽事，沈子貴於比賽時間第42分鐘時替補上陣，而第81分鐘沈子貴開出左邊角球助攻隊友陳庭揚頭槌破門，是沈子貴的首個國家隊助攻，幫助中華隊以3–0贏球，後兩天對上東帝汶隊及寮國隊的比賽，沈子貴同樣替補上陣並令中華隊分別以3–1及2–0獲勝。沈子貴於三場比賽中因有許多發揮，獲得了不少讚賞，如隊長陳柏良稱讚沈子貴有大將之風。
2018年，沈子貴出戰2018年亞足聯U-19錦標賽，然而中華隊於該屆賽事中，止步小組賽，且三戰全敗一共失15球，進2球。

### 國家隊生涯統計
| 中華台北                 | 中華台北 | 中華台北 | 中華台北 |
| 年度                     | 出賽     | 進球     | 參考     |
| ------------------------ | -------- | -------- | -------- |
| 2017                     | 4        | 0        | [ 19 ]   |
| 2018                     | 7        | 0        | [ 19 ]   |
| 2019                     | 7        | 0        | [ 19 ]   |
| 總計                     | 18       | 0        | [ 19 ]   |
| 最後更新於2019年11月19日 |          |          |          |